# 千代田トンネル

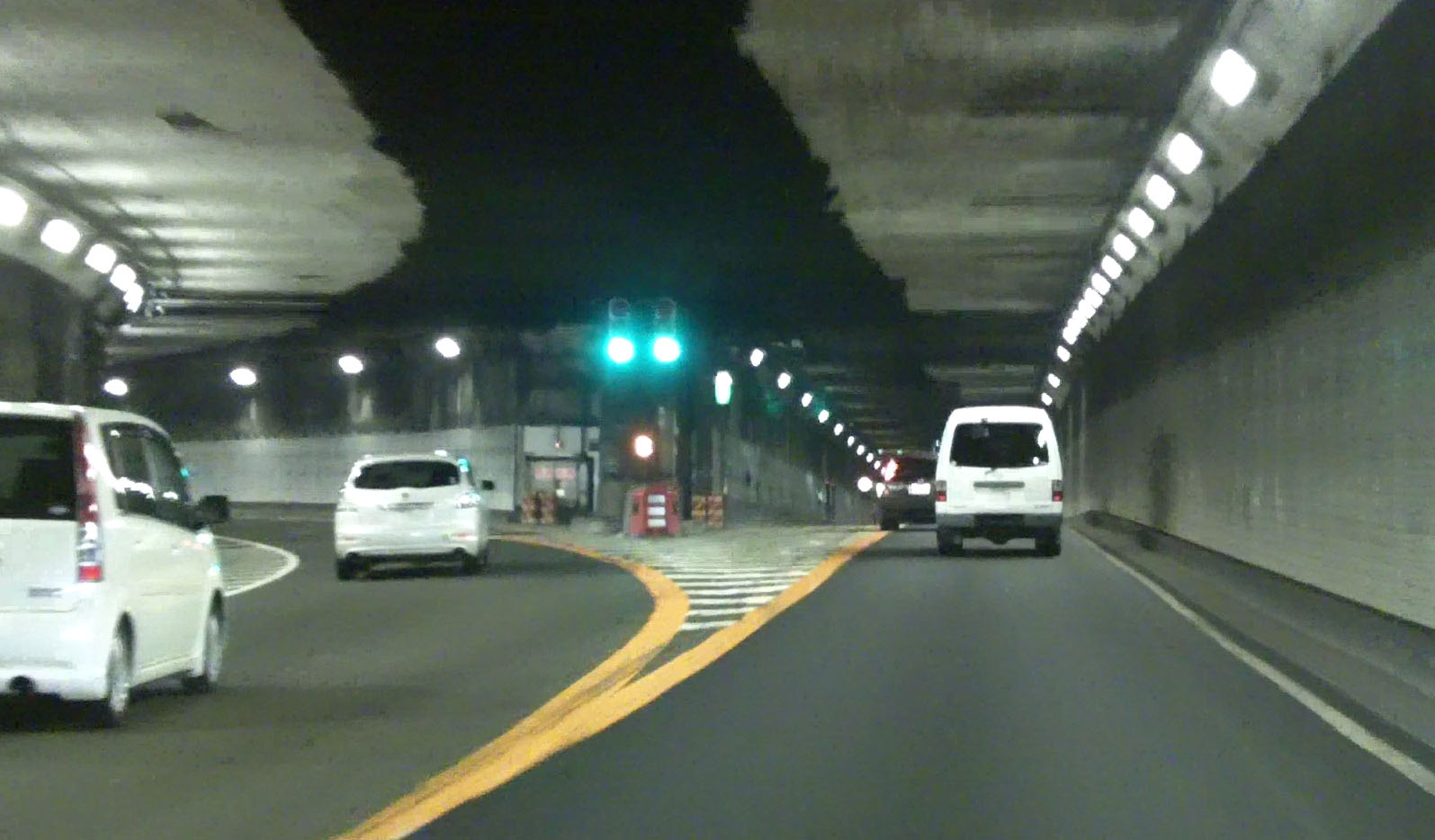
トンネル内にある4号新宿線の分岐

千代田トンネル（ちよだトンネル）は、東京都千代田区にある首都高速道路都心環状線および同4号新宿線の道路トンネルである。皇居の内堀（桜田濠・半蔵濠）に近いため、水底トンネルではなく水際トンネルとして危険物積載車両の通行が禁止されている。

## 概要
1964年8月に開通。長さは1,900m。三宅坂ジャンクションの一部を構成している。本項ではJCTとトンネルを本線上に挟む都心環状線と、トンネル内およびその周辺で分岐する4号新宿線の2つの路線に分けて記す。

### 都心環状線
内回りから通る場合、千鳥ヶ淵を橋梁で横断した後、トンネルに入る。坑口には三宅坂JCTの分岐予告の標識が掲げられている。内堀通りのやや東に沿って進み、4号新宿線との分岐を過ぎると国立劇場および最高裁判所の地下を通る。4号新宿線と合流し、内回りは半地下部となり、引き続き霞が関トンネルに進入する形となる。
外回りから通る場合は上記の逆となるが、4号新宿線との分岐（内回りでは合流）は、半地下部ではなく地上に存在する。

### 4号新宿線
都心環状線へ通る場合、内部にJCTの分岐がある。都心環状線から中央道方面へ通行する場合、内回り→新宿線のみがトンネルを経由する（外回りからはトンネルを通らない）ため、JCTの合流は高架上に存在する。

## 隣
首都高速都心環状線
(23,24)霞が関出入口 - 千代田TN・三宅坂JCT - (25)代官町出入口（谷町JCT方面出入口）
 首都高速4号新宿線
千代田TN・三宅坂JCT - (401,402)外苑出入口